# Gunung Terang (Buay Sandang Aji)
Gunung Terang is een bestuurslaag in het regentschap Ogan Komering Ulu Selatan van de provincie Zuid-Sumatra, Indonesië. Gunung Terang telt 2104 inwoners (volkstelling 2010).